# Ellipteroides (Protogonomyia) glabristyla
Ellipteroides (Protogonomyia) glabristyla is een tweevleugelige uit de familie steltmuggen (Limoniidae). De soort komt voor in het Oriëntaals gebied.